# Poecilia formosa
Poecilia formosa is een  straalvinnige vissensoort uit de familie van levendbarende tandkarpers (Poeciliidae). De wetenschappelijke naam van de soort is voor het eerst geldig gepubliceerd in 1859 door Girard.
Poecilia formosa is een aseksuele vis die zich voortplant door gynogenese. Alle vissen zijn vrouwelijk en planten zich voort via een andere soort, meer bepaald met mannetjes van Poecilia mexicana, Poecilia latipinna en Poecilia latipunctata. De soort zelf zou ontstaan zijn uit Poecilia mexicana en Poecilia latipinna, of een uitgestorven voorouder van die laatste soort, mogelijk na terugkruising met de oudersoorten.
De soort komt voor in Mexico tot het zuidoosten van de Verenigde Staten.